# Кеолвальд (король Мерсии)
Кеолвальд (англ. Ceolwald; умер в 716) — король Мерсии, правил в 716 году. Он был сыном Этельреда.
Большинство хроник называют наследником Кеолреда Этельбальда, но в Вустерском списке Англосаксонской хроники преемником назван Кеолвальд. Вероятно, он был братом Кеолреда и правил очень недолго. Кеолвальд был последним потомком Пенды на троне Мерсии.